# Partnership International
Partnership International e.V. (PI) ist ein gemeinnütziger Verein für internationale Begegnungen und Austauschprogramme. PI betreut einerseits deutsche Schüler, die an den Austauschprogrammen im englischsprachigen Ausland teilnehmen. Gleichzeitig begleitet der Verein auch internationale Gastschüler und ihre Gastfamilien in Deutschland.

## Geschichte
Der Verein wurde in den 1960er Jahren von ehemaligen Fulbright-Stipendiaten ins Leben gerufen. US-Senator James William Fulbright war bis zu seinem Tod im Jahr 1995 Ehrenpräsident des Vereins. Seit dem Jahr 1993 betreut Partnership International im Auftrag des Deutschen Bundestages deutsche und amerikanische Stipendiaten des Parlamentarischen Patenschafts-Programms.

## Zweck des Vereins
Aus der Satzung: „Der Zweck des Vereins ist die Förderung von internationalen, wissenschaftlichen, pädagogischen und kulturellen Begegnungen. Der Verein fördert insbesondere den Austausch von Jugendlichen vor allem aus der Bundesrepublik Deutschland und den Vereinigten Staaten von Amerika.“

## Struktur
Der Verein besteht aus ca. 670 Mitgliedern. Diese wählen alle drei Jahre einen ehrenamtlichen Vorstand. Der Vorstand besteht aus den beiden Vorsitzenden, Schatzmeister, Schriftführer und zwei Beisitzern. Der Verein hat seinen Sitz in Köln. Neben den hauptamtlichen Mitarbeitern stützt sich die Arbeit des Vereins auf das Engagement von ehrenamtlich tätigen Mitgliedern im gesamten Bundesgebiet.

## Programmländer
England, Irland, USA, Kanada